# Bakovci
Bakovci (mađarski: Barkóc) je naselje u slovenskoj Općini Murska Sobota. Bakovci se nalazi u pokrajini Prekomurju i statističkoj regiji Pomurju. 

## Stanovništvo
Prema popisu stanovništva iz 2002. godine naselje je imalo 1.581 stanovnika.